# Euxoa latro
Euxoa latro là một loài bướm đêm trong họ Noctuidae.